# Hoya
李浩沅（韓語：이호원，1991年3月28日—），藝名HOYA，韓國男歌手、演員，曾為男子音樂團體INFINITE、INFINITE H成員。2012年首次出演電視劇《請回答1997》，2016年出演電影《Hiya》。

## 經歷

### 出道前
高一的時候為了能夠專心於歌唱和跳舞，所以從學校退學，為了不讓家人發現退學的事實，早上會穿著校服到附近的教會坐著，但最後還是和爸爸有很大的衝突。當時為了學習舞蹈會從家裡坐車到釜山上課，舞蹈課程結束再坐深夜巴士回家，因為巴士站離家還有一段距離，所以每天半夜都會走大概一個小時的路回家，冬天的某個晚上爸爸看到因為練習舞蹈而溼透全身的Hoya，態度才開始有了轉變。在釜山與朋友組成嘻哈舞蹈團，團名為2o'clock，成員有FEELDOG、HYU，而Street Woman Fighter的崔孝真也是當時一起跳舞的朋友。2008年曾參加JYP第二期公開試鏡、J. Tune娛樂試鏡。2009年，參加綜藝節目《SUPER STAR K》徵選。同年7月，通過Woollim娛樂徵選，加入Woollim娛樂，並於8月簽定合約。2010年，在Epik High歌曲《RUN》舞台作樂隊出演。

### 2010年：以团体INFINITE出道
4月，以綜藝節目《你是我的哥哥》正式曝光。6月9日，以男子音樂團體INFINITE正式出道，發行首張迷你專輯《First Invasion》，並以主打歌〈再次回來吧〉於綜藝節目《M! Countdown》表演出道舞台。

### 2012年：首次出演電視劇《請回答1997》
正式成為韓國音樂著作協會作曲家之一。7月，首次出演電視劇《請回答1997》，飾演主要角色姜俊熙。

### 2013年：INFINITE子團体INFINITE H
1月10日，與INFINITE成員東雨組成子團体INFINITE H，發行首張迷你專輯《Fly High》展開活動，主打歌為〈Special Girl〉。1月18日，成為綜藝節目《不朽的名曲2》的固定嘉賓。10月，客串出演電視劇《請回答1994》，飾演姜俊熙。

### 2014年至2016年：電視劇《對我而言可愛的她》、《假面》、電影《Hiya》
2014年9月，出演電視劇《對我而言可愛的她》，飾演姜來憲。2015年5月，出演電視劇《假面》，飾演卞智赫。2016年，出演電影《Hiya》，飾演主角Lee Jin Ho，電影於2016年3月10日上映。

### 2017年：電視劇《超人家族2017》、《自體發光辦公室》、《Two Cops》、合約到期，退出INFINITE、签约新公司
2月，出演電視劇《超人家族2017》，飾演李貴南。3月，出演電視劇《自體發光辦公室》，飾演張康昊。6月9日，與Woollim娛樂的合約到期，不續約，退出INFINITE。9月26日，與Glorious娛樂簽約，以個人歌手、演員的身分重新出發。11月，出演電視劇《Two Cops》，飾演獨孤誠赫。12月，出演音樂劇《沙漏》，飾演白在熙。

### 2018年：以個人歌手身分出道、迷你專輯《Shower》
3月，宣布發行首張個人迷你專輯《Shower》。3月14日，公開先行曲〈Angel〉。3月28日，正式發行首張迷你專輯《Shower》。出演《馬成的喜悅》。

### 2019年：日本個人出道、入伍
2018年12月2日，宣佈會在2019年1月23日日本出版首張迷你專輯《Shower -Japanese Edition-》在日本出道。
2月7日，正式以社會服務要員入伍服役。

### 2020年：退伍
2020年12月6日，正式退伍。

### 2022年：參與《Be Mbitious》、《Street Man Fighter》比賽、以團體MBITIOUS出道
2022年5月參與《Be Mbitious》以第五名成為MBITIOUS一員，並以MBITIOUS參與《Street Man Fighter》比賽。
2022年12月22日於《Street Man Fighter》比賽結束後，舉行出道Showcase正式出道。

## 音樂作品

### 迷你專輯
| 專輯 | 專輯資料                                                         | 曲目                                                                            |
| ---- | ---------------------------------------------------------------- | ------------------------------------------------------------------------------- |
| 1st  | 首張迷你專輯《Shower》 - 發行日期：2018年3月28日 - 銷量：10,818+ | 曲目 1. Shower（Intro） 2. Angel 3. ALL EYES ON ME 4. 점 5. 한숨 6. 춤（Outro） |

### 數位單曲
| 單曲 | 單曲資料                                  | 曲目                                         |
| ---- | ----------------------------------------- | -------------------------------------------- |
| 1st  | 《Angel》 - 發行日期：2018年3月14日       | 1. Angel                                     |
| 2nd  | 《BABY U》 - 發行日期：2018年9月12日      | 1. BABY U                                    |
| 3rd  | 《1AM》 - 發行日期：2021年6月9日          | 1. Someday 2. Stay with me 3. I don't give a |
| 4th  | 《Night in LA》 - 發行日期：2023年9月23日 | 1. Night in LA                               |

### 其他歌曲
| 日期          | 歌曲             | 備註                      |
| 2015年2月10日 | 아무렇지 않은 척 | 綜藝節目《4種秀》特別歌曲 |

### 合作歌曲
| 日期           | 歌曲                | 合作歌手                                  | 收錄專輯               | 備註                         |
| 2012年12月29日 | Yesterday           | Dynamic Black                             | 《The Color of K-POP》 | 綜藝節目《歌謠大戰》特別歌曲 |
| 2014年4月8日   | Ooh Ooh             | Eric Nam                                  | 〈Ooh Ooh〉            |                              |
| 2014年7月14日  | Need You Now        | Henry                                     | 《Fantastic》          |                              |
| 2015年8月14日  | 내일 말고 지금 바로 | L(INFINITE)、鄭恩地(Apink)、金南珠(Apink) | 不適用                 | DMZ和平演唱會特別歌曲        |
| 2019年1月25日  | Foolish Me          | moonc                                     | 《singasongLiar》      |                              |

## 影視作品

### 電視劇
| 年份 | 平台      | 劇名                 | 角色     | 備註     |
| 2012 | tvN       | 《請回答1997》       | 姜俊熙   |          |
| 2013 | tvN       | 《請回答1994》       | 姜俊熙   | 特別出演 |
| 2014 | SBS       | 《對我而言可愛的她》 | 姜來憲   |          |
| 2015 | SBS       | 《假面》             | 卞智赫   |          |
| 2017 | SBS       | 《超人家族2017》     | 李貴南   |          |
| 2017 | MBC       | 《自體發光辦公室》   | 張康昊   |          |
| 2017 | MBC       | 《Two Cops》         | 獨孤誠赫 |          |
| 2018 | MBN       | 《馬成的喜悅》       | 成基俊   | 主演     |
| 2019 | SBS       | 《嘻哈王—納斯那街》  | 方英白   | 主演     |
| 2024 | Channel A | 《Check-In 漢陽》    | 金明浩   |          |

### 電影
| 年份   | 片名             | 角色   | 性質 |
| 2016   | 《大哥》（Hiya） | 李鎮浩 | 主演 |
| 2022   | 《首爾怪談》     | 忠宰   | 主演 |
| 2022   | 《誕生》         | 崔良业 | 主演 |
| 待公布 | 《山腹道路》     |        | 主演 |

### 音樂劇
| 日期                        | 劇名                       | 角色   | 性質     | 地點                   |
| 2017年12月5日—2018年2月11日 | 《沙漏》                   | 白在熙 | 主要角色 | 忠武艺术中心大剧场     |
| 2021年1月5日—2021年2月28日  | 《Sweg Age：吶喊，朝鮮 》  | 丹     | 主要角色 | 首爾藝術中心           |
| 2022年5月14日—2022年7月3日  | 《隱密的 偉大的 THELAST 》 | 元流煥 | -        | KT&G Sangsang Art Hall |

### 綜藝節目
| 年份 | 日期            | 電視台 | 節目名稱          | 集數   | 備註 |
| 2016 | 7月27日—9月28日 | Mnet   | 《Hit The Stage》 | 1至4集 |      |
| 2018 | 9月7日—10月26日 | KBS2   | 《Dancing High》  | 1至8集 | 導師 |

### 音樂錄影帶
| 日期          | 歌名            | 歌手                 | 收錄專輯            |
| 2013年1月11日 | Special Girl    | INFINITE H           | 《Fly High》        |
| 2013年1月28日 | Without You     | INFINITE H           | 《Fly High》        |
| 2013年7月1日  | BAAAM           | Dynamic Duo          | 《LUCKYNUMBERS》    |
| 2013年8月8日  | MAMAMA          | TASTY                | 《Spectrum》        |
| 2013年9月6日  | If You Loved Me | ZIA、李海利(Davichi) | 〈If You Loved Me〉 |
| 2014年4月8日  | Ooh Ooh         | Eric Nam             | 〈Ooh Ooh〉         |
| 2015年1月26日 | Pretty          | INFINITE H           | 《Fly Again》       |
| 2015年4月14日 | 要不是你瘋了    | INFINITE H           | 《Fly Again》       |
| 2015年10月1日 | Ah-Choo         | Lovelyz              | 《Lovelyz8》        |

## 获奖
| 年度 | 頒獎典禮         | 獎項       | 作品     |
| 2016 | 第36屆黄金摄影奖 | 男子新人獎 | 《Hiya》 |

## 外部連結
| 官方 - HOYA（页面存档备份，存于）在Daum Cafe的頁面 （） - HOYA（官方）的X（前Twitter） - HOYA的新浪微博 - HOYA日本官方網站 - YouTube上的HOYA（页面存档备份，存于）頻道 | 個人 - HOYA的Instagram帳戶 - HOYA（個人）的X（前Twitter） - YouTube上的REAL HOYA（页面存档备份，存于）頻道 |